# دبیرستان آرمیتاژ

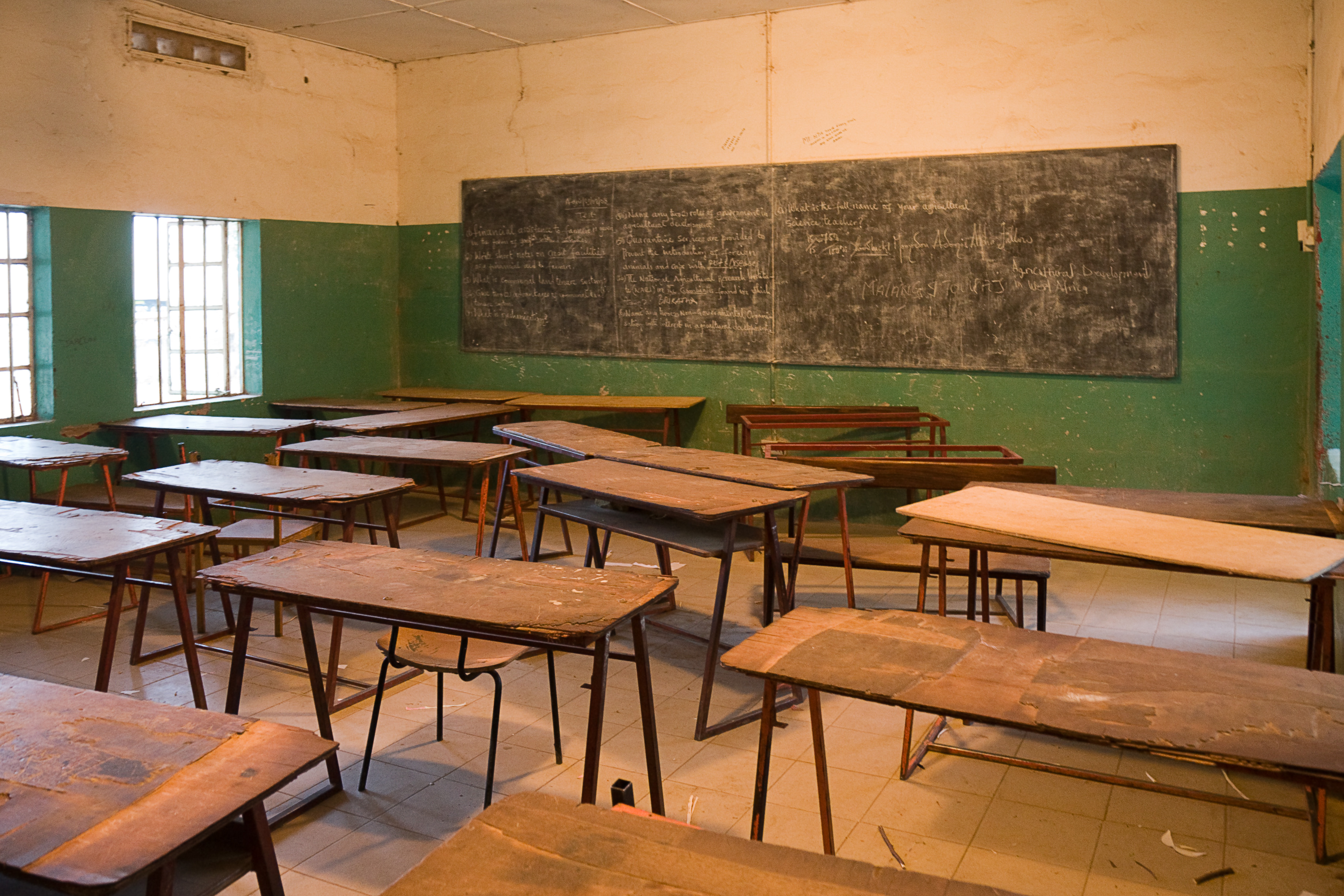

دبیرستان آرمیتاژ نام مدرسه‌ای در شهر جنجبوره در شرق کشور گامبیا است که توسط فرماندار سیسیل همیلتون آرمیتاژ در سال ۱۹۲۷ ساخته شده و پس از جنگ جهانی دوم تبدیل به مدرسه شبانه‌روزی شد.

## فارغ‌التحصیلان نخبه
از فارغ‌التحصیلان نخبه این مدرسه می‌توان به شریف سیسه، شریف مصطفی دیبا و بسیاری دیگر از سیاست‌مداران عضو حزب حزب ترقی خواه مردم در دره‌های ۱۹۶۰ و ۱۹۷۰ میلادی اشاره کرد.